# Sancha (córka Alfonsa III)
Infantka Sancha (ur. 2 lutego 1264, zm. ok. 1302) – portugalska infantka, córka króla Alfonsa III i jego drugiej żony królowej Beatrycze Kastylijskiej. Żyła w Kastylii. Umarła w Sewilli. Została pochowana w klasztorze w Alcobaça.